# Maratus vittatus
Lycidas vittatus là một loài nhện trong họ Salticidae.
Loài này thuộc chi Lycidas. Lycidas vittatus được Eugen von Keyserling miêu tả năm 1881.